# 阿茨·普爾耶
阿茨·普爾耶（1985年7月3日—）是一位愛沙尼亞足球運動員，在場上的位置是邊鋒和前鋒。他現在效力於愛沙尼亞足球甲級聯賽球隊塔林卡勒夫足球會。他也是愛沙尼亞國家足球隊的一員。